# Górnik Wesoła
Górnik Wesoła – polski klub piłkarski z Mysłowic. Klub wycofał się z rozgrywek po sezonie 2015/2016 by reaktywować się w 2021 roku. W sezonie 2024/2025 występuje w klasie A.

## Informacje ogólne
- Pełna nazwa:Miejski Klub Sportowy Górnik Wesoła
- Rok założenia: 1947
- Barwy: biało-zielono-czarne
- Adres: Sportowa 2, 41-408 Mysłowice
- Stadion: ul. Sportowa, Mysłowice

Pojemność: 800 (500 siedzących)
Oświetlenie: brak
Wymiary: 102m na 70m
- Sztab szkoleniowy:

Trener: Piotr Kaszyca

## Historia
Klub założony w 1947 roku przy kopalni "Wesoła" z inicjatywy grupy działaczy z Jerzym Sitkiem na czele. Rozpoczynając od C klasy, zespół mozolnie piął się w górę, by w końcu dotrzeć do ligi międzywojewódzkiej, odnosząc wiele zwycięstw z potencjalnie silniejszymi przeciwnikami. W dziejach klubu działały również sekcje: tenisowa, bokserska (od 1959), motorowa (1961), zapaśnicza (1962) a także siatkówki kobiet, piłki ręcznej mężczyzn, i hokeja na lodzie.
W 1966 roku klub z Wesołej awansował do 1/8 pucharu Polski sensacyjnie eliminując wcześniej, w teorii dużo lepszą Cracovie Kraków 4-1 na oczach 1500 kibiców 
W 1971 roku na mocy odgórnych decyzji klub został wchłonięty przez nowo powstały GKS Tychy. Jednak po kilku latach Górnik Wesoła został reaktywowany.
W sezonie 2004/2005 klub awansował do czwartej ligi.
W sezonie 2005/2006 oraz 2006/2007 Górnik zajął 3. miejsce w tabeli w IV lidze I gr. śląskiej.
Natomiast w sezonie 2007/2008 klub z Wesołej uplasował się na 7. miejscu.
Także w sezonie 2007/2008 klub z Wesołej zdobył Puchar Podokręgu Katowice pokonując na wyjeździe Grunwald Ruda Śląska 3-1, eliminując po drodze min. grający o klasę wyżej Rozwój Katowice. Dało to Górnikowi Wesoła przepustkę do gry o puchar na szczeblu Śląskiego Związku Piłki Nożnej. W 1/8 finału Górnicy pokonali KS Częstochowa 4-2 by odpaść dopiero w ćwierćfinale po meczu z Koszarawą Żywiec (2:3), który na trybuny na Wesołej przyciągnął 1.000 osób.
Rekord frekwencji to mecz w 2006 roku pomiędzy Górnikiem Wesoła a GKS Katowice, który na stadion przyciągnął ponad 2.000 widzów, w tym ok. 1000 kibiców GKS Katowice. Średnia frekwencja, biorąc pod uwagę występy w czwartej lidze to 300 osób na mecz.
Po 7 latach gry w czwartej lidze klub z Mysłowic awansował do III Ligi Opolsko-Śląskiej z dorobkiem 70 punktów i 4 punktami przewagi nad drużyną Szombierek Bytom.
W sezonie 2014/15 Górnik spadł z III po 4 latach zajmując 18 miejsce z dorobkiem 30 punktów. By po jednym sezonie gry w czwartej lidze (2015/16) zostać rozwiązany przez problemy finansowe. 
Klub reaktywowano w sezonie 2021/22 
Zaczynając od B-klasy na przemiennie spadał i awansował . W sezonie 2024/25 zespół zajął przed ostanie 11 miejsce z przewagą zaledwie 1 punktu nad spadkowiczem Józefką Chorzów. 
W sezonie 2025/26 klub przystąpi do rozgrywek A-klasy Grupy Katowice 
Przy klubie działaja też akademia piłkarska. 

## Kadra 2011/2012
| Nr         | Kraj      | Gracz             | Rok przyjścia | Poprzedni klub            | Data ur.  |
| Bramkarze  | Bramkarze | Bramkarze         | Bramkarze     | Bramkarze                 | Bramkarze |
| ---------- | --------- | ----------------- | ------------- | ------------------------- | --------- |
|            | Polska    | Krystian Nawrocki |               | Szczakowianka Jaworzno    |           |
|            | Polska    | Mateusz Rosół     |               | BKS Stal Bielsko - Biała  |           |
| Obrońcy    |           |                   |               |                           |           |
|            | Polska    | Daniel Kutarba    |               | Slavia Ruda Śląska        |           |
|            | Polska    | Dawid Wadas       |               | MKS Myszków               |           |
|            | Polska    | Mateusz Tuleja    |               | KS Stadion Śląski Chorzów |           |
|            | Polska    | Andrzej Buchcik   |               | MKS Myszków               |           |
|            | Polska    | Jakub Dziółka     |               | Zagłębie Sosnowiec        |           |
|            | Polska    | Sebastian Sarzała |               | Gwarek Ornontowice        |           |
|            | Polska    | Dawid Mosler      |               | Orzeł Psary/Babienica     |           |
| Pomocnicy  |           |                   |               |                           |           |
|            | Polska    | Paweł Cygnar      |               | Resovia Rzeszów           |           |
|            | Polska    | Jacek Wujec       |               | Victoria Jaworzno         |           |
|            | Polska    | Tomasz Golly      |               | Zantka Chorzów            |           |
|            | Polska    | Daniel Koniarek   |               | MKS Myszków               |           |
|            | Polska    | Rafał Wiklak      |               | Zieloni Żarki             |           |
|            | Polska    | Madrin Piegzik    |               | Szczakowianka Jaworzno    |           |
| Napastnicy |           |                   |               |                           |           |
|            | Polska    | Michał Haftkowski |               | Ruch Chorzów              |           |
|            | Polska    | Michał Brzozowski |               | KS Grunwald Ruda Śląska   |           |
|            | Senegal   | Koulaty Thiam     |               | Śląsk Świętochłowice      |           |
|            | Polska    | Paweł Wasilewski  |               | Szczakowianka Jaworzno    |           |

## Transfery
Odeszli przed rundą wiosenną sezonu 11/12:
- Artur Karpowicz
- Marcin Smarzyński
- Sławomir Czachowski
- Marek Walczak
- Michał Gruchalski
- Daniel Czapla
- Mateusz Kachnic

przyszli:
- Krystian Nawrocki
- Daniel Kutarba
- Paweł Cygnar
- Michał Haftkowski
- Michał Brzozowski